# Стаунтон (шахматный комплект)

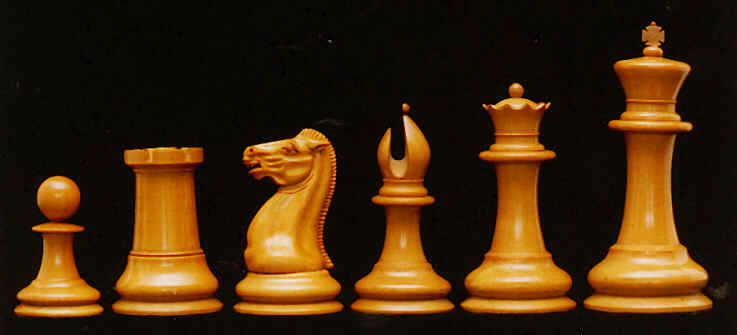
Оригинальный дизайн. Слева направо: пешка, ладья, конь, слон, ферзь, король

Стаунтон — дизайн комплекта шахматных фигур, созданный в середине XIX века и в настоящее время считающийся стандартным (классическим). Автором дизайна комплекта считается Натаниэль Кук. Комплекты Стаунтон являются рекомендованными для соревнований, проводимых ФИДЕ. Комплект получил имя в честь английского шахматиста Говарда Стаунтона, который считался сильнейшим шахматистом мира в 1840-х годах.

## История создания
К середине XIX века в разных европейских странах существовали свои стандарты шахматных фигур: Сент-Джордж в Великобритании, Режанс (в честь Кафе де ля Режанс) во Франции и некоторые другие. Такие фигуры были высоки и неудобны в игре, их было легко сломать или повалить. К тому же фигуры часто плохо опознавались, и шахматист мог упустить вражескую фигуру на ключевой позиции. Требовался новый дизайн — дешёвый, но достойно выглядящий и легко опознаваемый шахматистами из разных стран.
Натаниэль Кук зарегистрировал дизайн шахматных фигур, сейчас известный как Стаунтон, 1 марта 1849 года согласно Акту о художественном дизайне 1842 года. В сентябре того же года права на дизайн были перекуплены братом жены Кука, Джоном Жаке, владельцем компании John Jaques of London, специализировавшейся на спортивном инвентаре. 8 сентября комплект поступил в продажу, и в тот же день в журнале The Illustrated London News вышла рекламная заметка, в которой сообщалось, что знаменитый английский шахматист Говард Стаунтон содействовал появлению комплекта, предположительно написанная самим Стаунтоном. Позднее Стаунтон активно рекламировал комплект, получивший его имя: первые наборы продавались вместе с факсимиле подписи Стаунтона под крышкой доски, одна из его книг распространялась бесплатно как приложение к комплекту.
Существует версия, что автором дизайна был сам Жаке, а Кук только зарегистрировал его на своё имя и привлёк Стаунтона для продвижения товара.
Во время Второй мировой войны завод Jaques of London был разбомблен люфтваффе. В пожаре погибли оригинальные рисунки с образцами фигур «Стаунтон».
Югославы в послевоенные годы создали дизайн «Дубровник», основанный на Стаунтоне. Особенности: король с круглым навершием (для большей разницы с ферзём они сильно различаются высотой и коронами), слоны с массивными митрами и шариком другого цвета на верхушке, массивные кони с опущенными головами и выставленной вперёд чёлкой.

## Дизайн и материал
Первое время фигуры делались из слоновой кости или древесины (как правило, самшита), сейчас фигуры могут быть изготовлены и из более дешёвых материалов, например пластика. Чтобы фигуры были устойчивыми, их утяжеляют свинцом. Мягкость перемещения фигур по доске обеспечивается подкладкой из войлока.
Фигуры не были богато оформлены, упор был на красоту линий, достойный вид и простоту опознания. Самые высокие фигуры — король и ферзь. Они увенчаны стилизованными коронами, причём у ферзя она изящная с округлым навершием, а у короля — массивная и с крестом. Ладья выполнена в виде башни. Навершие слона представляет собой стилизованную митру католического епископа. Конь делается с чётко выточенной головой, прототипом фигуры коня стал конь с одного из барельефов, вывезенных лордом Эльджином с афинского Парфенона. Пешки венчает шарик.
В современных шахматах, даже заявленных как «стаунтоновские», коней могут изображать совсем по-другому: детально или схематично, в другом стиле, с уздечкой или с опущенной головой — в зависимости от технологии изготовления, размера (полноразмерные, уменьшенные или карманные), материала (дерево или пластмасса) и пожеланий художника. Вместо креста на королевской короне сейчас из соображений религиозной нейтральности чаще изображают остриё или султан.
Шахматы для крупных чемпионатов делают особенно детальными и красивыми, одного коня могут вырезать несколько часов — на остальные фигуры опытный токарь тратит по несколько минут. В основание фигур, помимо груза, ставят антенны трансляции — электроника автоматически передаёт зрителям ход партии. Высота короля в чемпионских комплектах — 9…10 см. Турнирные шахматы часто комплектуются дополнительной парой ферзей, на случай, если игрок проведёт второго.